# Frères Bisson
Pour les articles homonymes, voir Bisson.
Les frères Bisson, Louis-Auguste Bisson (1814 - 1876, dit « Bisson aîné ») et Auguste-Rosalie Bisson (1826 - 1900, dit « Bisson jeune »), sont deux pionniers de la photographie française.

## Éléments biographiques

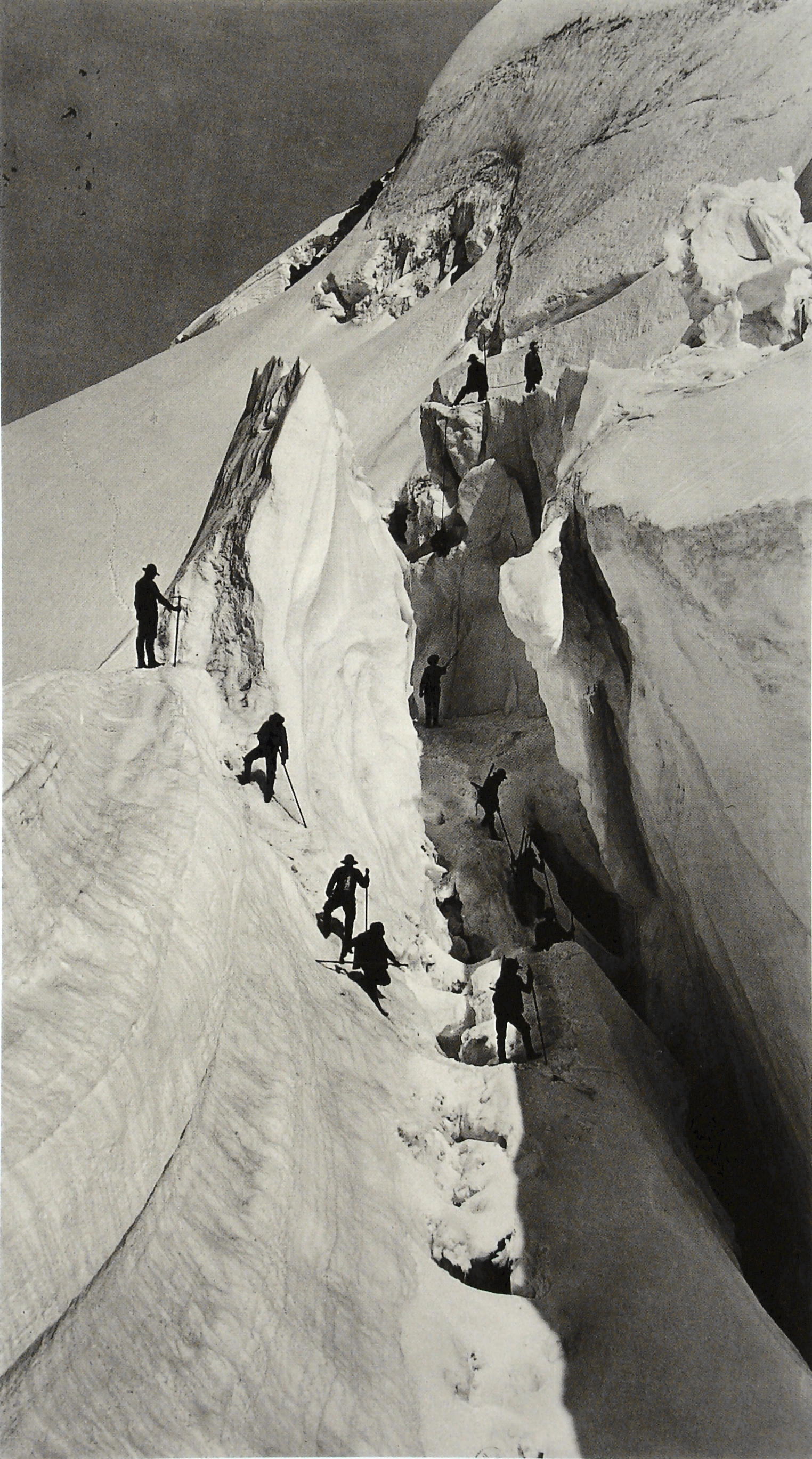
La Crevasse (Départ) (1862), Paris, Bibliothèque nationale de France.

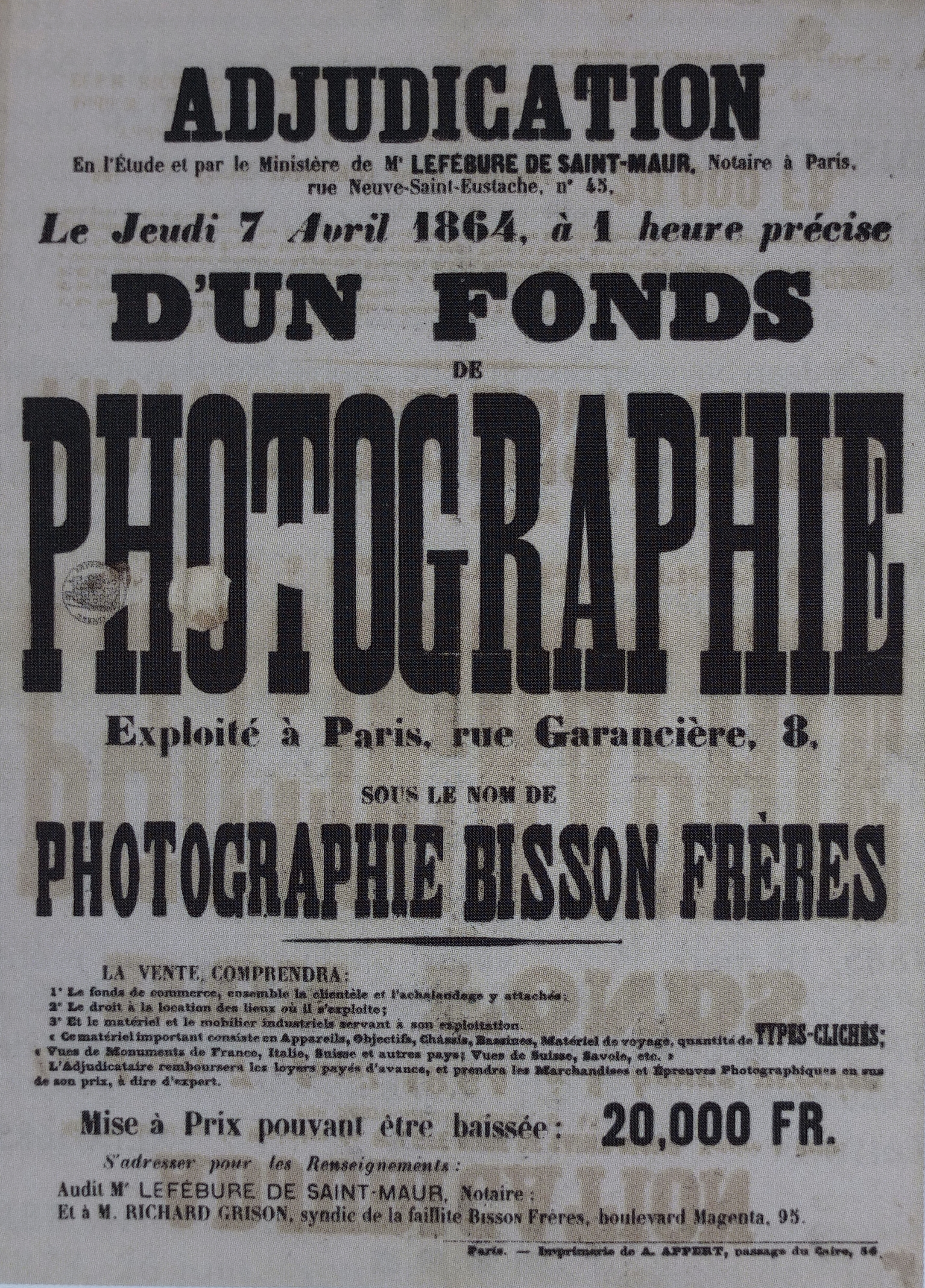
Affiche de la vente du fonds Bisson en 1864.

Au même titre que Nadar, Édouard Baldus ou Gustave Le Gray, les frères Bisson ont été parmi les premiers à essayer de se détacher des techniques imposées par l'usage du daguerréotype, notamment en abandonnant la pose photographique au profit de l'instantané. Actifs dès 1847, les frères Bisson fondent leur originalité sur l'utilisation de très grands tirages (jusqu'à 100 × 81 cm) et sur la mise en pratique commerciale de leurs techniques. En effet, de 1852 à 1863, la « maison Bisson frères », établie dans l'hôtel de Sourdéac rue Garancière, compte jusqu'à trente employés et gagne une renommée internationale par l'exécution de commandes très variées. Leur production paraît chez l'éditeur d'art Adolphe Goupil dès 1853. Ils ouvrent un magasin, 35 boulevard des Capucines, fin 1855.
Membres de la Société française de photographie, les frères Bisson y exposent régulièrement entre 1854 et 1863. Leurs noms sont associés au graveur Adolphe Pierre Riffaut jusqu'en 1859. Par ailleurs, ils voyagent beaucoup, puisque près d'un tiers de leurs nombreux clichés portent sur des sujets en dehors du territoire français. 
Le 7 avril 1864 à la suite de leur faillite, le fonds de photographie des Frères Bisson est mis en vente aux enchères. La mise à prix annoncée est de 20 000 Fr mais l'enchère la plus élevée est faite par Émile Placet, ingénieur civil, qui remporte la vente pour 15 050 Fr. Après le rachat de leur entreprise, Louis-Auguste et Auguste-Rosalie poursuivent ensuite des routes photographiques séparées. La reconnaissance était alors celle de la curiosité, comme lorsqu'ils accueillent rue Garancière des officiels français, mais il faudra attendre plus d'un siècle pour que reviennent au premier plans leurs tirages et que leur soit réellement reconnue une valeur artistique décisive.
Les frères Bisson restent surtout connus pour leurs séries de photographies sur la thématique du massif du Mont-Blanc, commandées par Napoléon III. Ils ont d'ailleurs réalisés par deux fois l'ascension du mont Blanc et rapporté les premières photographies d'alpinisme. Bisson jeune, en particulier, a multiplié les prises de vue de pentes enneigées et de glaciers, — une attitude novatrice à l'époque.
On doit à Louis-Auguste Bisson le portrait le plus connu d'Honoré de Balzac (1842), et des gravures reproduisant des maîtres du XVIIe et XVIIIe siècles comportant un timbre sec avec la mention « Bisson Frères Photogr. ».

## Publications
- Rembrandt, monographie, illustration photographique des Frères Bisson, 1853.
- Reproduction photographique des plus beaux types d'architecture et de sculpture d'après les monuments les plus remarquables de l'Antiquité, du Moyen Âge et de la Renaissance., un projet entrepris de 1854 à 1864 et soutenus par l’État qui consiste en la livraison régulières de tirages en grands formats constituant un ensemble d'environ 70 chemises contenant de 3 à 4 tirages.

## Expositions
- décembre 1981 - janvier 1982 : Il Monte Bianco dei fratelli Bisson : ascensioni fotografiche 1859-1862, Courmayeur[3].

- 7 février - 28 mars 1999 : Die Brüder Bisson : Aufstieg und Fall eines Fotografenunternehmens im 19. Jahrhundert, Musée Folkwang, Essen

puis : 11 avril - 30 mai 1999 : Fotomuseum, Münchner Stadtmuseum, Munich ; 15 juin - 29 août 1999 : Les Frères Bisson photographes : de flèche en cime, 1840-1870, Bibliothèque nationale de France, Paris.